# Walter Strutzenberger
Walter Strutzenberger (* 8. Juni 1928 in Wien; † 26. August 2020 ebenda) war ein österreichischer Politiker (SPÖ) und Mitglied des Bundesrates in Österreich.

## Leben
Walter Strutzenberger absolvierte nach der Pflichtschule eine Schnittmacherlehre (1942–1944). Er trat 1946 in den Polizeidienst ein (Wiener Sicherheitswache) und wechselte 1952 in den Kriminaldienst (Abteilungsinspektor des Kriminaldienstes).
Nach einer langen Periode gewerkschaftlicher Tätigkeiten (Vorsitzender/-Stellvertreter der Gewerkschaft öffentlicher Dienst (GÖD) 1967–1973, Obmann des Zentralausschusses der Bediensteten des Kriminaldienstes beim Bundesministerium für Inneres, Vorsitzender der Fraktion Sozialistischer Gewerkschafter in der Gewerkschaft öffentlicher Dienst 1977, Mitglied des Bundesvorstandes des Österreichischen Gewerkschaftsbundes 1981) wurde er 1982 Abgeordneter zum Bundesrat. Von 1987 bis 1995 war er stellvertretender Vorsitzender bzw. Vizepräsident des Bundesrates.
Danach betraute man ihn mit dem Vorsitz des Datenschutzrates bis 2000. Walter Strutzenberger war Präsident der Österreichisch-chinesischen Freundschaftsgesellschaft.
Walter Strutzenberger war ab 1949 mit seiner Frau Gertrude verheiratet und Vater einer Tochter.

## Auszeichnungen
- 1990: Großes Goldenes Ehrenzeichen mit dem Stern für Verdienste um die Republik Österreich[4]
- 1995: Großes Silbernes Ehrenzeichen am Bande für Verdienste um die Republik Österreich[4]
- Goldene Medaille für Verdienste um die Republik Österreich
- Großes Ehrenzeichen des Landes Burgenland
- Großes Goldenes Ehrenzeichen des Landes Kärnten
- Silbernes Komturkreuz mit dem Stern des Ehrenzeichens für Verdienste um das Bundesland Niederösterreich
- Goldenes Verdienstzeichen des Landes Wien
- Goldene Verdienstmedaille vom Roten Kreuz